# GÍ Gøta
GÍ Gøta, vollständiger Name Gøtu Ítróttafelag („Sportverein von Gøta“), abgekürzt GÍ,  war ein färöischer Fußballclub mit Sitz in Gøta auf der Insel Eysturoy. Im November 2007 ging die Mannschaft bei der Fusion mit LÍF Leirvík in Víkingur Gøta auf.

## Geschichte
Der Verein wurde am 29. Oktober 1926 gegründet. 1980 erfolgte der Aufstieg in die 1. Deild (heute Effodeildin), in welcher GÍ bis zur Fusion 2007 verblieb. Bereits 1983 konnte das Double aus Meisterschaft und Pokal erreicht werden, in beiden Wettbewerben folgten daraufhin noch je fünf weitere Titel. Die Heimspiele wurden im Sarpugerði-Stadion ausgetragen, welches 3.000 Zuschauer fasst.

## Trainer
| - Gísli Magnússon (1980) - Björn Árnason (1981–1982) - Kristian Hjartansson (1983) - Earnie Boxall (1984) - Thomas Herde (1985) - Ole Skoubo (1986–1989) | - Jóhan Nielsen (1990–1995) - Páll Guðlaugsson (1996–1997) - Jóhan Nielsen (1998–2002) - Krzysztof Popczynski (2003–2005) - Petur Mohr (2005–2007) |

## Bekannte Spieler
Aufgelistet sind alle Spieler, die mindestens zehn Spiele für die Nationalmannschaft absolviert haben.
| - Atli Gregersen (2004–2005, 2007) - Øssur Hansen (1997) - Henning Jarnskor (1989–2003) - Magni Jarnskor (1985–2007) - Sámal Joensen (1992–1999, 2001–2007) - Alvi Justinussen (1986, 1988–1996, 1998–1999, 2002–2005) | - Pól Jóhannus Justinussen (2007) - Jens Martin Knudsen (1992–1997, 1999) - Súni Olsen (1997–2000, 2002–2005) - John Petersen (1994–1996) - Janus Rasmussen (1984–1988, 1990–2004) - Símun Eiler Samuelsen (2003) |

## Erfolge

### Titel
- 6× Färöischer Meister: 1983, 1986, 1993, 1994, 1995, 1996
- 6× Färöischer Pokalsieger: 1983, 1985, 1996, 1997, 2000, 2005

### Ligarekorde
- Höchster Heimsieg: 11:1 gegen SÍ Sumba (13. September 1998)
- Höchste Heimniederlage: 0:5 gegen HB Tórshavn (30. April 1989)
- Höchster Auswärtssieg: 9:1 gegen B71 Sandur (2. Juni 1996)
- Höchste Auswärtsniederlage: 0:6 gegen KÍ Klaksvík (5. Juli 1992), 1:7 gegen HB Tórshavn (8. Juni 1980)
- Torreichstes Spiel: GÍ Gøta–SÍ Sumba 11:1 (13. September 1998)
- Ewige Tabelle: 6. Platz

## Europapokalbilanz
| Saison  | Wettbewerb                  | Runde                  | Gegner             | Gesamt | Hin     | Rück    |
| ------- | --------------------------- | ---------------------- | ------------------ | ------ | ------- | ------- |
| 1994/95 | UEFA-Pokal                  | Vorrunde               | Trelleborgs FF     | 2:4    | 0:1 (H) | 2:3 (A) |
| 1995/96 | UEFA-Pokal                  | Vorrunde               | Raith Rovers       | 2:6    | 0:4 (A) | 2:2 (H) |
| 1996/97 | UEFA-Pokal                  | Vorrunde               | FC Jazz Pori       | 1:4    | 1:3 (A) | 0:1 (H) |
| 1997/98 | UEFA Champions League       | 1. Qualifikationsrunde | Glasgow Rangers    | 00:11  | 0:5 (H) | 0:6 (A) |
| 1998/99 | Europapokal der Pokalsieger | 1. Runde               | MTK Hungária FC    | 01:10  | 1:3 (H) | 0:7 (A) |
| 1999    | UEFA Intertoto Cup          | 1. Runde               | NK Jedinstvo Bihać | 1:3    | 0:3 (A) | 1:0 (H) |
| 2000/01 | UEFA-Pokal                  | Qualifikation          | IFK Norrköping     | 1:4    | 0:2 (H) | 1:2 (A) |
| 2001/02 | UEFA-Pokal                  | Qualifikation          | FK Obilić          | 1:5    | 0:4 (A) | 1:1 (H) |
| 2002/03 | UEFA-Pokal                  | Qualifikation          | Hajduk Split       | 00:11  | 0:3 (A) | 0:8 (H) |
| 2003    | UEFA Intertoto Cup          | 1. Runde               | FC Dacia Chișinău  | 1:5    | 1:4 (A) | 0:1 (H) |
| 2006/07 | UEFA-Pokal                  | 1. Qualifikationsrunde | FK Ventspils       | 1:4    | 1:2 (A) | 0:2 (H) |

Legende: (H) – Heimspiel, (A) – Auswärtsspiel, (N) – neutraler Platz, (a) – Auswärtstorregel, (i. E.) – im Elfmeterschießen, (n. V.) – nach Verlängerung
| Wettbewerb                  | Sp. | G | U | V  | T+ | T– |
| --------------------------- | --- | - | - | -- | -- | -- |
| Champions League            | 2   | 0 | 0 | 2  | 0  | 11 |
| Europapokal der Pokalsieger | 2   | 0 | 0 | 2  | 1  | 10 |
| UEFA-Pokal                  | 14  | 0 | 2 | 12 | 8  | 38 |
| Intertoto Cup               | 4   | 1 | 0 | 3  | 2  | 8  |
| Total                       | 22  | 1 | 2 | 19 | 11 | 67 |

Rekordtorschütze im Europapokal ist Henning Jarnskor mit drei Treffern.

## Frauenfußball
Das Frauenteam von GÍ spielte als Gründungsmitglied insgesamt 13 Mal in der 1. Deild, 1986 gelang dort mit dem Vizemeistertitel die beste Platzierung. Nach zwei dritten Plätzen folgte 1989 der Absturz auf den vorletzten Platz, im Jahr darauf stieg GÍ ohne Sieg in die zweite Liga ab und kehrte 1993 für nur eine Saison zurück. 2002 folgte die abermalige Rückkehr und die Mannschaft konnte sich daraufhin im Mittelfeld der Tabelle halten. 2004 nahm der Verein an der Meisterschaft zusammen mit B68 Toftir in einer Spielgemeinschaft teil, die nach der Saison wieder aufgelöst wurde. 2007 erreichte GÍ im Pokal den größten Erfolg mit der Teilnahme am Endspiel, welches mit 0:3 gegen KÍ Klaksvík verloren wurde. Aufgrund der Fusion mit LÍF Leirvík übernahm 2008 Víkingur Gøta den Platz von GÍ in der ersten Liga.

### Bekannte Spielerinnen
Aufgelistet sind alle Spielerinnen, die mindestens zehn Spiele für die Nationalmannschaft absolviert haben.
- Rósa Eið (2006–2007)
- Heidi Sevdal (2005)

### Erfolge

#### Titel
- 1× Pokalfinalist: 2007

### Ligarekorde
- Beste Ligaplatzierung: 2. Platz (1986, 2006)
- Höchster Heimsieg: 13:0 gegen HB Tórshavn (18. Juni 2006)
- Höchste Heimniederlage: 0:9 gegen KÍ Klaksvík (20. Mai 2002)
- Höchster Auswärtssieg: 10:2 gegen Skála ÍF (21. September 2002)
- Höchste Auswärtsniederlage: 1:13 gegen KÍ Klaksvík (25. August 2002)
- Torreichstes Spiel: KÍ Klaksvík–GÍ Gøta 13:1 (25. August 2002)
- Ewige Tabelle: 6. Platz

### GÍ Gøta II
Die zweite Mannschaft nahm ein Jahr an der höchsten Spielklasse teil, als dies noch möglich war. Von den zwölf Spielen wurden jedoch alle verloren.

#### Ligarekorde
- Beste Ligaplatzierung: 13. Platz (1985)
- Höchste Heimniederlage: 0:12 gegen B36 Tórshavn (1985)
- Höchste Auswärtsniederlage: 0:7 gegen EB Eiði (1985), 0:7 gegen SÍF Sandavágur (1985)
- Torreichstes Spiel: GÍ Gøta II–B36 Tórshavn 0:12 (1985)
- Ewige Tabelle: 29. Platz